# Helmut Höhno
Helmut Höhno (Lübbenau, 15 dicembre 1913 – Düsseldorf, 17 marzo 1966) è stato un militare tedesco, decorato con la Croce di Cavaliere della Croce di Ferro nel corso della seconda guerra mondiale.

## Biografia
Nacque a Lübbenau, Niederlausitz, il 15 dicembre 1913, figlio di Wilhelm. Il suo primo contatto con la guerra avvenne nel 1916, quando suo padre, in forza al 131. Infanterie-Regiment rimase gravemente ferito durante i combattimenti contro l'esercito imperiale russo nella zona vicino a Tverech nell'aprile del 1916 e tornò dalla sua famiglia come invalido di guerra. Frequentò la scuola elementare e media fino al 1929, dopodiché iniziò un apprendistato come pasticcere, che completò nel 1931 e si candidò direttamente ad entrare nella Reichswehr. Il suo servizio militare come soldato iniziò il 1° ottobre 1931 presso il Comando addestramento veicoli a motore di Zossen. Quando nel 1935 vennero istituite le prime unità corazzate, egli fu assegnato al 6. Panzer-Regiment, assegnato alla 3. Panzer-Division di stanza a Wünsdorf. A causa della riorganizzazione in atto, reparti del 6. Panzer-Regiment furono trasferite a Neuruppin, la nuova sede reggimentale. Quando nel 1937 furono richiesti circa 160 volontari non sposati per l'impiego nella guerra di Spagna assegnati al Panzerabteilung 88 (nome in codice "Drohne") egli si offrì volontario. Fu mandato all'area di addestramento militare di Döberitz per caricare il 41 carri armati Panzer I e l'equipaggiamento rimanente da trasportare in Spagna. I soldati, travestiti da civili, e l'equipaggiamento furono trasportati in Spagna a bordo di 10 navi. Sbarcò a Siviglia il 7 ottobre e il Panzerabteilung 88 fu completamente costituito con officina e personale. Sperimentò in Spagna i primi impieghi operativi dei carro armato, accumulando esperienza per poi riutilizzarla negli anni di seconda guerra mondiale dal 1939 al 1945. Insieme a lui prestarono servizio in Spagna il tenente colonnello Wilhelm von Thoma, Joachim Ziegler, Albert Blaich e Ernst-Georg Buchterkirch. Dopo il suo ritorno in Germania con il 6. Panzer-Regiment prese parte alla campagna di Polonia del settembre 1939 e fu uno dei primi soldati del reggimento a ricevere la Croce di Ferro di seconda classe. Dopo il ritorno al Polonia, riprese il servizio in tempo di pace, ma nel giugno 1940 partecipò alla battaglia di Francia, dove gli fu conferito il Distintivo da battaglia per carristi in argento e, per la sua prima ferita, il Distintivo per feriti in bronzo. Nella campagna contro l'Unione Sovietica, Operazione Barbarossa, combatté nuovamente in prima linea con il suo reggimento e il 23 dicembre 1941 gli fu conferita la Croce di ferro di prima classe. Probabilmente partecipò alla battaglia della sacca di Kiev, fu di stanza a sud di Mosca e per quell'occasione gli fu conferita la Medaglia del fronte orientale. Il 1° giugno 1943 fu promosso a Fahnenjunker-Oberfeldwebel, il 1° novembre 1943 fu promosso a Oberfähnrich e la promozione a tenente ebbe luogo il 1° marzo 1944 con decorrenza dal 1° ottobre 1943. Nel 1944 ritornò in Germania, assegnato al Panzer-Ersatz-Abteilung 500, dove erano alla ricerca di carristi esperti per formare il Panzerabteilung 510, equipaggiato con il carro armato pesante Tiger I. Nel giugno 1944, la 1ª Compagnia della Ersatz-Abteilung  divenne la 2ª Compagnia della Panzer-Abteilung 510, il suo primo dispiegamento come comandante di un carro Tiger I. Dal 19 luglio 1944 fu trasferito sul fronte orientale. Il 22 luglio 1944 il distaccamento raggiunse Kaunas. Il battaglione era schierato sotto l'egida dello Heeresgruppe Nord  nella zona di Schaulen-Kauen-Goldap-Nemmersdorf-Gumbinnen. All'inizio di ottobre 1944 il battaglione fu  assegnata alla 14. Panzer-Division in Curlandia, dove il 14 ottobre 1944 venne ferito e ricoverato in ospedale in Patria. Fu insignito della Croce di Cavaliere della Croce di Ferro il 9 dicembre 1944. Nell'aprile 1945 fu inviato al Panzerabteilung 508 dove avrebbe nuovamente comandato un Tiger I. Ma ciò non accadde, il battaglione non fu mai più equipaggiato con carri armati e operò come unità di fanteria. Dopo la fine della guerra entrò nella neocostituita Bundeswehr e venne promosso capitano. Si spense il 17 marzo 1966, all'età di 53 anni, nella sua nuova casa di Düsseldorf.

### Annotazioni
1. ↑  Questo distintivo venne conferito solo 415 volte.

### Fonti
1. 1 2 3 4 5 6 7 8 9 10 11 12 13 14 15 16 17 18 19 20 21 22 23 24 25  Team Militaria.
2. 1 2 3  Traces of War.